# Kent (circonscription provinciale)
Circonscription électorale provinciale du Canada
Kent est une ancienne circonscription électorale provinciale du Nouveau-Brunswick représentée à l'Assemblée législative entre 1995 et 2014.

## Historique
Créée en 1995 pour les élections à la 53e législature de l'Assemblée législative du Nouveau-Brunswick, la circonscription est supprimée en 2014.

## Liste des députés
|  | Alan Robert Graham | Libéral | 1995 - 1998 |
|  | Shawn Graham       | Libéral | 1998 - 1999 |
|  | Shawn Graham       | Libéral | 1999 - 2003 |
|  | Shawn Graham       | Libéral | 2003 - 2006 |
|  | Shawn Graham       | Libéral | 2006 - 2010 |
|  | Shawn Graham       | Libéral | 2010 - 2013 |
|  | Brian Gallant      | Libéral | 2013 - 2014 |

Légende: Les années en italiques indiquent les élections partielles, tandis que le nom en gras signifie que la personne a été chef d'un parti politique.